# Joint Base Andrews Naval Air Facility

i7
i11
i13
Die Joint Base Andrews Naval Air Facility (JBA, früher Andrews Air Force Base, IATA-Code: ADW, ICAO-Code: KADW) ist der Regierungsflughafen der USA-Hauptstadt Washington, D.C., rund 15 km südöstlich gelegen an derselben Straße wie Weißes Haus und US-Kapitol, der Pennsylvania Avenue. Der Militärflugplatz im US-Bundesstaat Maryland umfasst als „joint base“ zusammengelegte Einrichtungen der US Air Force und der Marineflieger.
Von hier aus werden die Flüge des US-Präsidenten durchgeführt, vor allem mit den beiden hier stationierten als Air Force One bezeichneten 747, sowie Flüge anderer Regierungsmitglieder. Zudem werden ausländische Staatsgäste hier empfangen.
Joint Base Andrews gehört zum Verantwortungsbereich des Air Force District of Washington (AFDW) und hat zwei Start- und Landebahnen: 01R/19L (2975 m) und 01L/19R (2835 m). Sie beherbergt neben der für die Air Force One zuständigen 89th Airlift Wing verschiedene Behörden der amerikanischen Luftstreitkräfte und Einheiten der Reservestreitkräfte (Air National Guard, Air Force Reserve Command) und wird auch von der US Navy genutzt. Ende 2006 waren rund 5500 Soldaten dort stationiert. Der United States Census betrachtet die Basis als statistisches Erfassungsgebiet, einen Census-designated place, mit nach Zählung von 2020 3.025 Einwohnern.

## Geschichte

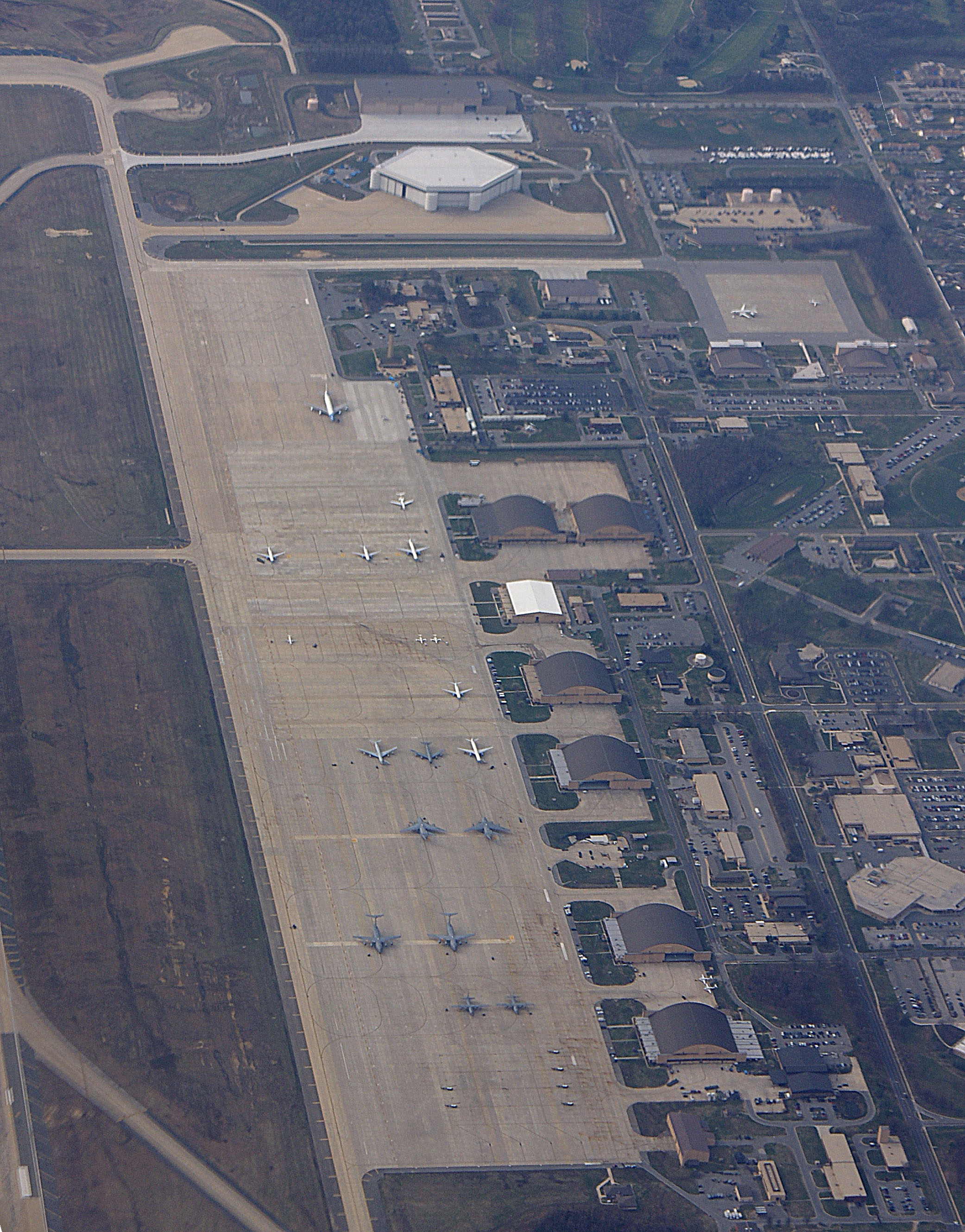
Blick von Norden auf das Vorfeld mit Teilen der US-Regierungsflotte

Am 25. August 1941 – zunächst als Camp Springs Army Air Field gegründet – nahm der Flugplatz am 2. Mai 1943 den Betrieb auf. Zu Ehren General Frank M. Andrews, der im Zweiten Weltkrieg die Luftoperationen in Europa leitete und am 3. Mai 1943 auf Island tödlich verunglückte, benannte man den Stützpunkt am 31. März 1945 in Andrews Field um. Mit der Gründung der US Air Force im Jahr 1948 änderte sich die Bezeichnung in Andrews Air Force Base.
Seit Juli 1961 sind die VIP-Flugzeuge der US-Regierung (Air Force One und Air Force Two) hier stationiert. Im Juni 2006 übernahm die 316th Wing des AFDW die Standortleitung von der 89th Airlift Wing des Air Mobility Command.
2009 wurde die Andrews Air Force Base mit der Naval Air Facility Washington zur Joint Base Andrews Naval Air Facility zusammengeführt.

## Malcolm Grow Medical Facility
Auf dem Gelände befindet sich das Militärkrankenhaus „Malcolm Grow Medical Clinic“, der United States Air Force. Die Anlage wurde im Jahre 1958 gegründet ist nach dem ersten Surgeon General of the United States Air Force Malcolm C. Grow benannt.